# Geronde gesloten achterklinker
De geronde gesloten achterklinker is een klinker (of vocaal), die in het Internationaal Fonetisch Alfabet wordt weergegeven als [u]. In het cyrillisch wordt die daarentegen weergegeven als <У> en in het Griekse alfabet als de digraaf <ου>.

## Kenmerken
- Het is een gesloten klinker, wat betekent dat de tong zich zo dicht mogelijk bij de bovenkant van de mond bevindt.
- Het is een achterklinker, wat betekent dat de tong zich zover mogelijk achter in de mond bevindt.
- Het is een geronde klinker, wat betekent dat de lippen zijn niet gespreid.